# Кук, Дональд
Дональд Гилберт Кук (англ. Donald Gilbert Cook; 9 августа 1934 — 8 декабря 1967) — офицер корпуса морской пехоты США, награждённый медалью Почёта.

## Биография
Дональд Кук родился в районе Бруклин, Нью-Йорк. Посещал школу Ксавье в Нью-Йорке и колледж в Вермонте. В 1956 году он завербовался в морскую пехоту в качестве вольнонаёмного, но скоро был отправлен в офицерскую школу в Куантико, штат Виргиния. Получил звание второго лейтенанта в 1957 году. Он занимал несколько должностей в корпусе морской пехоты США и был отправлен во Вьетнам в конце 1964 года, где он служил в качестве советника вьетнамской дивизии морской пехоты, пока он не был ранен и захвачен вьетнамскими повстанцами несколько недель спустя. Он содержался в качестве военнопленного в лагере повстанцев в Республике Вьетнам с 31 декабря 1964 года и до своей смерти от малярии в возрасте 33 лет. Он был посмертно повышен в звании от капитана до полковника.
Хотя его тело не было найдено, его официальный памятник (кенотаф) можно найти на Арлингтонском национальном кладбище, Арлингтон, штат Виргиния, Мемориальный отдел Mi Lot 110.

## Награды
| A light blue ribbon with five white five pointed stars |                                                                                      |
| Золотая звезда повторного награждения                  |                                                                                      |
|                                                        | Бронзовая звезда за службу · Бронзовая звезда за службу · Бронзовая звезда за службу |

| Medal of Honor                              |                                |                                |
| Пурпурное сердце с одной звездой            | Боевая ленточка                | За службу национальной обороне |
| Медаль экспедиционных вооружённых сил (США) | Медаль «За службу во Вьетнаме» | Медаль вьетнамской кампании    |

## Медаль Почета
За отвагу и бесстрашие, с риском для жизни и исполнение служебного долга в то время как он был интернирован в плен вьетконговцами во Вьетнаме в период с 31 декабря 1964 года до 8 декабря 1967 года. Несмотря на то, объявил себя старостой военнопленных чтобы таким образом добиться более сурового отношение к себе, полковник (тогда капитан) Дональд Кук зарекомендовал себя как старший пленник, хотя в действительности он не был им. Неоднократно полковник Кук добровольно и бескорыстно помогал своим товарищам. Давая нуждающимся людям лекарства он рисковал подхватить инфекцию. Это бескорыстное и примерное поведение, снискали ему глубокое уважение не только своих товарищей, но также вьетнамских охранников. Он отказывался освобождаться до окончания войны

## Память
В ВМС США ракетный эсминец USS Donald Cook (DDG-75) назван в его честь.
Зал в центре военных переводчиков был назван в его честь в 2014 году.
Полковник Дональд Кук -название «дерева свободы» на лужайке парламента штата Вермонт.
Колледж Святого Михаила одаривает наградой имени Дональда Кука выпускников за бескорыстное служение другим. Это самая престижная награда для выпускников колледжа.
Премия Дональда Кука присуждается Офицерам морской пехоты США за высокое профессиональное мастерство и исключительную преданность службе в морской пехоте и военной разведке. Ежегодно вручается премия, спонсируемая Национальной Ассоциацией военной разведки